# Selenicereus stenopterus
Selenicereus stenopterus es una especie fanerógama perteneciente a la familia de las Cactaceae. 

## Distribución
Es endémica de Costa Rica, Nicaragua y Panamá. Es una especie inusual en las colecciones.

## Descripción
Selenicereus stenopterus es como una liana irregularmente ramificada. Los tallos, convirtiéndose en rojizos, son verdes, triangulares y profundamente cóncavos en las superficies laterales. Tiene areolas con 1-3 espinas gruesas, cónicas de color marrón pálido, de 1-3 mm de longitud. Las flores aparecen a lo largo de las ramas y son de 8 a 10 cm de largo. El tubo de la flor está ligeramente curvado hacia arriba y tiene 2 cm de largo. Las casi puntiagudas brácteas son más o menos moradas y tienen bordes blancos. Los estambres son cortos. Los frutos son rojos, brillantes y esféricos y alcanzan diámetros de hasta 7 cm.

## Taxonomía
La especie fue descrita iniciamente como Cereus stenopterus por Frédéric Albert Constantin Weber y publicada en Bulletin du Muséum d'Histoire Naturelle 8(6): 458, en 1902, hoy en día es tanto un sinónimo como el basónimo de esta. Más adelante, sería transferida al género Hylocereus por Nathaniel Lord Britton y Joseph Nelson Rose en Contributions from the United States National Herbarium 12(10): 429, en 1909, nombre científico que también es un sinónimo actualmente; y ulteriormente sería transferida al género Selenicereus por David Richard Hunt en Cactaceae Systematics Initiatives: Bulletin of the International Cactaceae Systematics Group 36: 35, en 2017.

#### Etimología
Ver: Selenicereus
stenopterus: epíteto que deriva de los vocablos griegos στενός (stenos); "apretado, estrecho" y πτερον, (pterón); "ala"; "ala estrecha", haciendo referencia a las nervaduras de sus ramas.